# Ali Mahdavi
Pour les articles homonymes, voir Mahdavi.
Ali Mahdavi est un artiste et photographe iranien né à Téhéran en juillet 1974. 
Il réalisa ses études artistiques à l'École Boulle et à l'École supérieure des arts appliqués Duperré. Il fut par la suite styliste chez Thierry Mugler.
De janvier à juin 1998, Ali Mahdavi a participé au programme d'échange Erasmus avec le département Peinture du Royal College of Art, situé à Londres.
Il fut admis à l'École nationale supérieure des beaux-arts de Paris en 1996, où il obtint son diplôme en 2000 avec les félicitations du jury.
Le groupe LVMH lui accorda une bourse de février à juillet 2000 afin qu'il aille au San Francisco Art Institute.
Aujourd'hui, Ali Mahdavi travaille essentiellement à Paris, où il exerce surtout comme photographe de mode et de célébrités. Il a également collaboré avec de nombreuses revues telles que Vanity Fair, Vogue Hommes International, Numéro ou encore Dazed & Confused.
Son travail est reconnu et admiré pour la réflexion qu'elle propose autour du corps, ainsi que pour la beauté et l'atmosphère très particulière de ses mises en scène.
Il est souvent demandé pour réaliser des campagnes de publicité : on compte parmi elles celle mettant en scène la sulfureuse Dita von Teese pour la marque de lingerie Wonderbra, ainsi que la publicité du parfum Angel mettant en lumière l'actrice Naomi Watts. Il fut également sollicité pour travailler avec la maison Cartier, qui lui donna l'inspiration d'une Monica Bellucci représentée en femme panthère. En février 2012, il photographie Zahia Dehar pour le magazine "Next" supplément de Libération. 
De plus, ses autoportraits le représentant sous des jours très différents tels que My Baby cares for me ou As you desire me, le font apparaître comme l'un des artistes les plus talentueux et les plus audacieux de sa génération. (Sources ?)
Il est le directeur artistique du spectacle intitulé Désirs, présenté depuis septembre 2009 au Crazy Horse à Paris, pour lequel il a collaboré avec le chorégraphe Philippe Decouflé, qui en signe la mise en scène, et avec Antoine Kruk pour la création des costumes.
Son portrait par le Studio Harcourt a paru dans Palace Costes de février-mars 2015.

## Expositions personnelles
- 2013 : Double Je, Hotel W Paris - Opéra (Paris)
- 2003 : Ali Mahdavi, Scout Gallery, Londres
- 2001 : Le Corps Importun, Galerie Edward Mitterand, Genève
- 2000 : Le Corps Importun, Galerie 213/Marion de Beaupré, Paris

## Expositions collectives
- 2013 : Angels VS Aids, pour le Sidaction Hotel W Paris-Opéra, Paris
- 2006 : I-Dentity, Chelsea Art Museum, New York
- 2004 : Far Near Distance Exhibition, House of World Cultures, Berlin
- 2002 : Archeology of Elegance, Museum of Hambourg
- 2002 : Paris Photo, Galerie 213/Marion de Beauprè, Paris
- 2001 : Heads or Tails, Galerie Praz-Delavallade, Paris
- 2001 : Se faire un Homme Politique, Espace Dix-Sept, Paris,
- 2001 : Tempête sous un Crâne, Galerie Valérie Cueto, Paris
- 2001 : Courant d'Art de Deauville, Deauville
- 2000 : Rouge, Galerie Valérie Cueto, Paris
- 2000 : Paris Photo, Galerie 213, Marion de Beauprè, Paris
- 2000 : Le Corps Mutant, Galerie Enrico Navarra, Paris
- 1999 : Question de Corps, Galerie Grégoire Gardette, Nice
- 1999 : Visage et Expression, Aspect Contemporain, École nationale supérieure des beaux-arts, Paris